# Médicament sur ordonnance

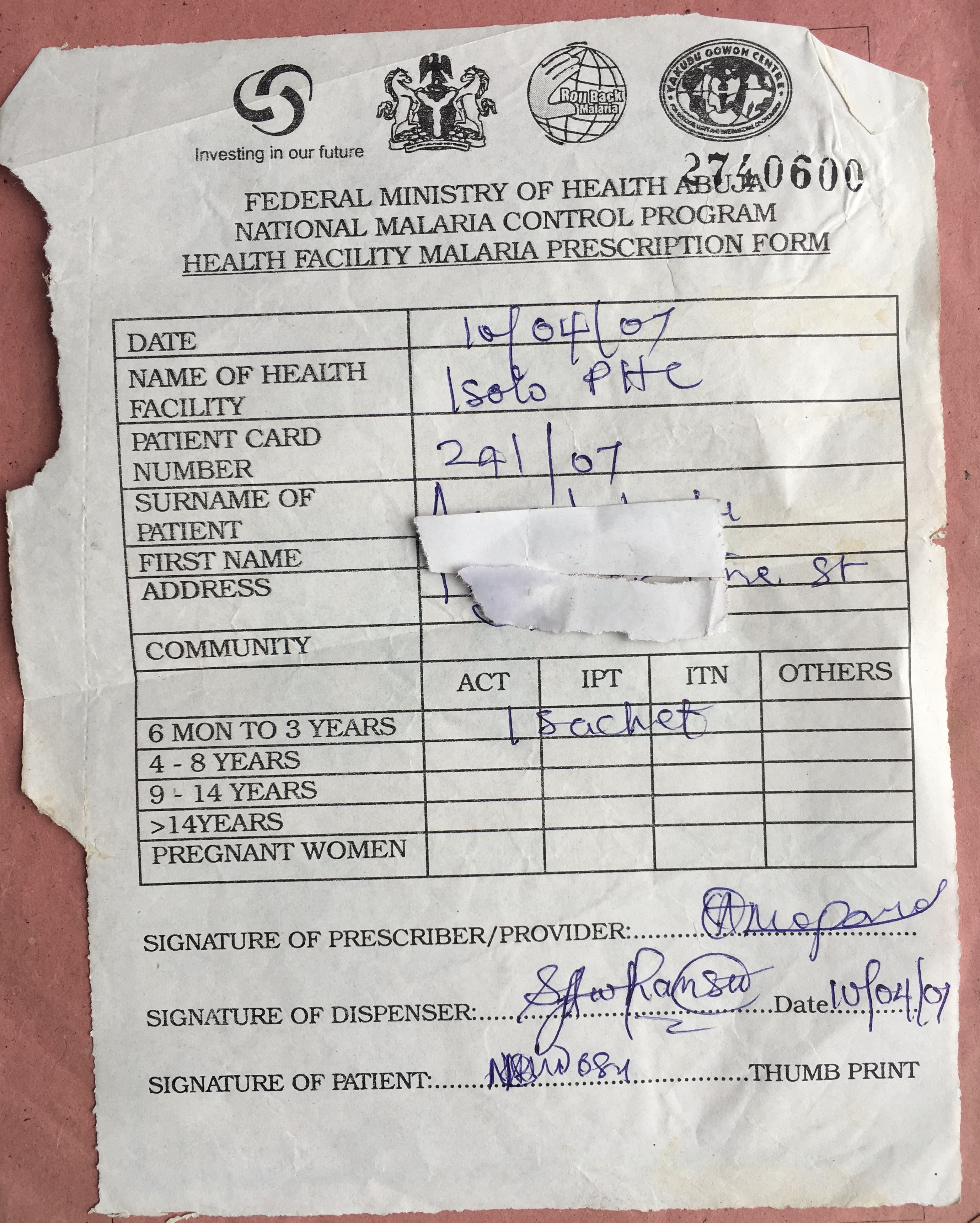
Formulaire de prescription médicale utilisé dans le cadre d’un Programme de contrôle de la malaria - Nigéria, 2001

Une médication ou médicament sur ordonnance est un médicament enregistré pris pour guérir, réduire ou prévenir les symptômes d'une maladie ou d'un état pathologique.

## Groupes
Ces médicaments sur ordonnance sont en général divisés en deux groupes :
- les produits de comptoir (OTC = over the counter) qui sont également disponibles en vente libre ;
- les médicaments que l'on ne peut obtenir qu'avec une prescription médicale.

Cependant, la distinction précise entre les deux catégories dépend de la législation en vigueur.
La plupart des produits de comptoir sont considérés comme suffisamment sûrs pour que la plupart des personnes ne soient pas incommodées accidentellement par des Effets Indésirables Médicamenteux (EIM) en les prenant de façon idoine. Ces produits de comptoirs ont en effet été évalués par la Commission d'Autorisation de Mise sur le Marché (AMM) traitant des dossiers experts dans les domaines de la chimie, de la galénique, de la toxicologie, de la pharmacologie et de la thérapeutique. Puis c'est le Directeur Général de l'ANSM (ex. : AFSSAPS) qui prend la décision finale de mise en libre vente (après avis de la commission de l'AMM).
Les médicaments sont en général produits par des firmes pharmaceutiques. Ils sont souvent protégés par un brevet, du moins au début de leur cycle de fabrication et de commercialisation. À l'expiration de son brevet, la vente de copies, appelés génériques, devient autorisée. Le médicament original est appelé princeps, et ses génériques sont produits par d'autres laboratoires.

## Quelques médicaments sur ordonnance
- Antidiabétiques
- Antiasthmatiques
- Antitussifs
- Antidiarrhéiques (comme le lopéramide)
- sprays nasaux (comme la xylométazoline)
- Anti-inflammatoires
- Antipyrétiques
- Médicaments gastro-intestinaux
- Médicaments psychotropes

## Médicaments à risques iatrogéniques
- Médicaments cardio-vasculaires
- Psychotropes
- Anticancéreux
- Anticoagulants (lésions)
- Antibiotiques (ulcères)
- Anti-inflammatoires
- Antidiabétiques

- Médicament au risque tératogène avéré qui nécessite l'évitement d'une grossesse avec une contraception adaptée, même chez les hommes pour le soriatane®
- Certains anticonvulsivants comme l'acide valproique et le valproate (sa forme conjuguée)
- Médicament dermatologique, comme le souriatane® et le roaccutane®